# 2734 Hašek
2734 Hašek eller 1976 GJ3 är en asteroid i huvudbältet som upptäcktes den 1 april 1976 av den rysk-sovjetiske astronomen Nikolaj Tjernych vid Krims astrofysiska observatorium på Krim. Den har fått sitt namn efter den tjeckiske författaren Jaroslav Hašek.
Asteroiden har en diameter på ungefär 25 kilometer.